# Годинник Павич
Годинник Павич (англ. Peacock Clock) — історична пам'ятка механіки другої половини XVIII ст., з трьома механічними птахами в натуральну величину, створена англійським механіком Джеймсом Коксом.

## Історія створення
В 18 столітті серед нудьгуючих аристократів поширилась мода на механічні іграшки. Однією з них і були годинники. Впливові вельможі охоче замовляли та купували малі і великі механічні годинники, збагачені музичними приладами. Так, російський вельможа, граф Петро Борисович Шеремєтев придбав для власної парадної садиби Кусково великий годинник з музичним механізмом, призначення якого — дивувати гостей коштовним і незвичним приладом.
Дивовижний годинник з декількома металевими тваринами створив і англійський механік Джеймс Кокс. Він відтворив невеличкий звіринець, де головував механічний павич на дереві. Птах був здатний повертати голову і повільно розпушувати розкішний хвіст. Павича доповнювали декілька птахів (сова, півень) та кумедна вивірка, що тримала біля рота горішок.
Невеличкий годинниковий механізм був прихований, його розмістили в гриб, що стояв під стовбуром металевого дуба. Це було покажчиком підкореного, неголовного значення годинника в дивовижній механічній іграшці, котра призначалася лише для окраси палацу якогось вельможі. Вона і стала окрасою палацу Григорія Потьомкіна, що побачив і придбав годинник Павич 1780 року. Потьомкін подарував дивовижий годинник імператриці Катерині II. З 1797 року годинник перевезли в Імператорський Ермітаж, що зробило його одним з перших, ранніх музейних експонатів. Після реставрації наприкінці 20 століття годинник Павич став одним із символів відомого музею.
|                         |                                         |                      |                               |
| «Листя металевого дуба» | «Годинник Павич» Годинникар Джеймс Кокс | «Вивірка з горішком» | Фрагмент з механічним павичем |